# Conseil de la Vallée d'Aoste
XVIe législature
Palais du conseil
Le conseil régional de la Vallée d'Aoste (en italien : Consiglio regionale della Valle d’Aosta) est l'assemblée délibérante de la région italienne à statut spécial de la Vallée d'Aoste. Il constitue l'organe suprême de gestion du pouvoir de la région.

## Histoire

### Les origines
L’idée d’un conseil de la Vallée, c’est-à-dire d’une assemblée représentant les Valdôtains, est liée à partir du Bas Moyen Âge au sentiment identitaire communautaire et à l’aspiration à l’autodétermination qui ont toujours caractérisé les habitants de cette vallée alpine.[réf. nécessaire]
L’histoire de l’autonomie valdôtaine précède la naissance de la République italienne et remonte à celle dont elle jouissait déjà sous la maison de Savoie, dont la souche, Humbert aux Blanches Mains, octroya en 1032 les premières libertés, élargies et définies dans la Charte des franchises de 1191.
Au cours des siècles suivants, l’administration royale chercha à uniformiser le droit valdôtain à celui du reste du royaume. Enfin, à l’époque de la Révolution française, la démarche centralisatrice du gouvernement turinois eut des répercussions irrésistibles.
L’affaire valdôtaine fut à l’ordre du jour avec l’unité d’Italie, où l’État de la maison de Savoie passa d’une situation de bilinguisme balancé à une suprématie italophone.
Les efforts visant l’uniformité linguistique, déployés par les premiers organes administratifs italiens et par l’administration fasciste, renforcèrent davantage le sentiment identitaire des Valdôtains.
En 1909 naquit la Ligue valdôtaine, une société créée par le docteur Anselme Réan, qui s’engagea activement jusqu’au début du régime fasciste, pour qui la Vallée d’Aoste représenta toujours une blessure ouverte.
Après l’armistice du 8 septembre 1943, l’autodétermination régionale du Val d’Aoste devenait toujours plus une perspective concrète, alors qu’à cette époque la majorité des mouvements politiques et de résistance plaidaient pour l’annexion à la France, envisagée par le général De Gaulle.

« Il y a des peuples qui sont comme des flambeaux, ils sont faits pour éclairer le monde. En général ce ne sont pas de grands peuples par le nombre, ils le sont parce qu'ils portent en eux la vérité et l'avenir. (Émile Chanoux, inscription dans la salle du Conseil de la Vallée) »

La seule possibilité était de choisir le fédéralisme à l’intérieur du nouveau État italien.

« Chaque fois qu'un représentant du Parlement italien clame la nécessité d'uniformiser la langue dans la Botte, les Valdôtains s'insurgent pour sauvegarder leur particularisme linguistique. Le régime fasciste va jusqu'à italianiser les toponymes valdôtains et envisage même une mesure analogue pour les patronymes; cela ne fait que renforcer l'identité collective des Valdôtains, leur espoir d'autodétermination et d'autonomie vis-à-vis de l'État italien. L'idée d'un conseil de la Vallée, formé de Valdôtains et élu par les Valdôtains, qui exercerait un pouvoir souverain sur la région, commence ainsi à se frayer un chemin. (Histoire du conseil) »

### Le premier conseil

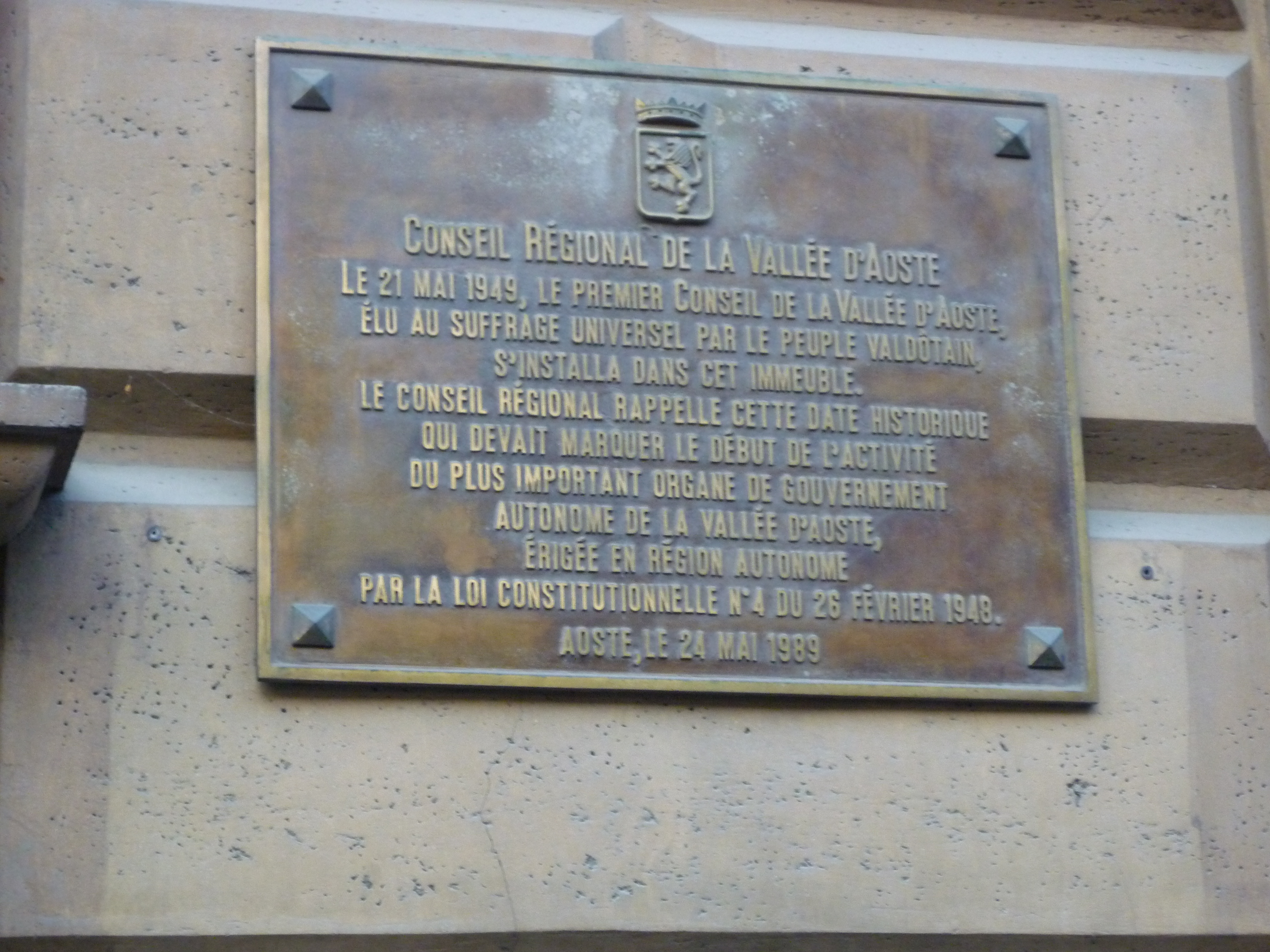
Plaque en souvenir du premier siège du conseil de la Vallée d'Aoste (rue César Ollietti)

Le premier conseil de la Vallée d’Aoste libre et autonome, paradoxalement, ne fut pas élu par le peuple, mais fut composé par les élus des partis adhérents au Comité de libération nationale. La liste des conseillers provisoires fut rédigée par les secrétariats des partis sur propositions des organes locaux et selon le Comité de libération de la Vallée d’Aoste, et approuvée par le Conseil des ministres italien le 29 décembre 1945. Sur la base de cette délibération, le président du Conseil des ministres de l’époque Alcide De Gasperi nomma par un décret du 4 janvier 1946 les premiers 25 parlementaires régionaux, parmi lesquels il y avait aussi une femme, Maria Ida Viglino, qui, en tant que membre plus jeune, fut nommée aussi secrétaire de la première réunion, présidée par le notaire Joseph Thiébat.

« Le conseil de la Vallée est composé de trente-cinq conseillers élus au suffrage universel, égal, direct et secret. Pour être électeur ou éligible, il pourrait être requis de résider sur le territoire de la région depuis un certain temps ; la durée minimale de résidence requise ne saurait, en tout état de cause, excéder une année. (statuts du conseil, titre V, art. 16) »

Le premier président élu fut l’historien Frédéric Chabod, désigné par le Parti d'action, déjà membre actif de la cause autonomiste.
L’assemblée élit aussi une Junte régionale provisoire, composée par un assesseur représentant chaque parti : le Parti socialiste, le Parti d'action, le Parti communiste, la Démocratie chrétienne et le Parti libéral.

### Les premières élections démocratiques
Entre 1948 et 1949, les forces politiques de gauche intensifièrent les efforts, grâce surtout à l’engagement du syndic d’Aoste Fabien Savioz, pour obtenir la permission d’organiser des élections régionales et pluralistes. Elles se tinrent le 24 avril 1949 avec un système hypermajoritaire : les trois cinquièmes des 35 sièges appartiendront à la liste qui obtient le plus haut nombre de voix, et le reste à la deuxième, les autres seront exclues. Le voix disjoint aussi était admis, c’est-à-dire qu’on pouvait voter pour deux candidats de deux listes opposées. La victoire fut remportée par la liste unique DC-UV (Démocratie chrétienne – Union Valdôtaine), avec 43,6 % des voix, dont tous les candidats furent élus. Les partis de gauche obtinrent les sept sièges à l’opposition, avec 33,2 % des voix. Les listes « italianistes » furent ainsi exclues du conseil, avec un quart des voix environ.
L’unioniste Séverin Caveri fut le premier président de la Junte régionale, et l’avocat Vittorino Bondaz, le premier président de l’assemblée.
La principale priorité de la nouvelle politique valdôtaine, souvent négligée dans le passé, fut la question des voies de communication, afin de rompre l’isolement due à la position géographique de la Vallée. Dans ce cadre, le comte Lora Totino commença, au mois de mars 1946, sans aucune autorisation, les travaux de creusement du Tunnel du Mont-Blanc. la construction du tunnel fut soutenue activement au Parlement italien par Paul-Alphonse Farinet.
La première législature fut assez décevante, au point qu’aucune loi ne fut approuvée au cours du quinquennat.

## Liste des présidents
| Legislature | President          | Période             |
| ----------- | ------------------ | ------------------- |
| Ire         | Vittorino Bondaz   | 1949-1954           |
| Ire         | Joseph Bréan       | 1954                |
| IIe         | Henri Pareyson     | 1954-1959           |
| IIIe        | Joseph Filliétroz  | 1959-1963           |
| IVe         | Oreste Marcoz      | 1963-1966           |
| IVe         | Giuseppe Montesano | 1966-1968           |
| Ve          | Giuseppe Montesano | 1968-1973           |
| VIe         | Jules Dolchi       | 1973-1975           |
| VIe         | Séverin Caveri     | 1975-1977           |
| VIe         | Jules Dolchi       | 1977-1978           |
| VIIe        | Jules Dolchi       | 1978-1983           |
| VIIIe       | Jean Bondaz        | 1983-1988           |
| IXe         | Édouard Bich       | 1988-1990           |
| IXe         | Jules Dolchi       | 1990-1992           |
| IXe         | Enzo Cout          | 1992                |
| IXe         | Édouard Bich       | 1992-1993           |
| Xe          | François Stévenin  | 1993-1998           |
| XIe         | Robert Louvin      | 1998-2002           |
| XIe         | Ego Perron         | 2002-2003           |
| XIIe        | Ego Perron         | 2003-2008           |
| XIIIe       | Albert Cerise      | 2008-2012           |
| XIIIe       | Émily Rini         | 2012-2013           |
| XIVe        | Émily Rini         | 2013-2014           |
| XIVe        | Marco Viérin       | 2014-2016           |
| XIVe        | André Rosset       | 2016-2018           |
| XIVe        | Joël Farcoz        | 2018                |
| XVe         | Antoine Fosson     | juin-décembre 2018  |
| XVe         | Émily Rini         | 2018-2020           |
| XVIe        | Albert Bertin      | Depuis octobre 2020 |